# Meurtres d'aviateurs alliés

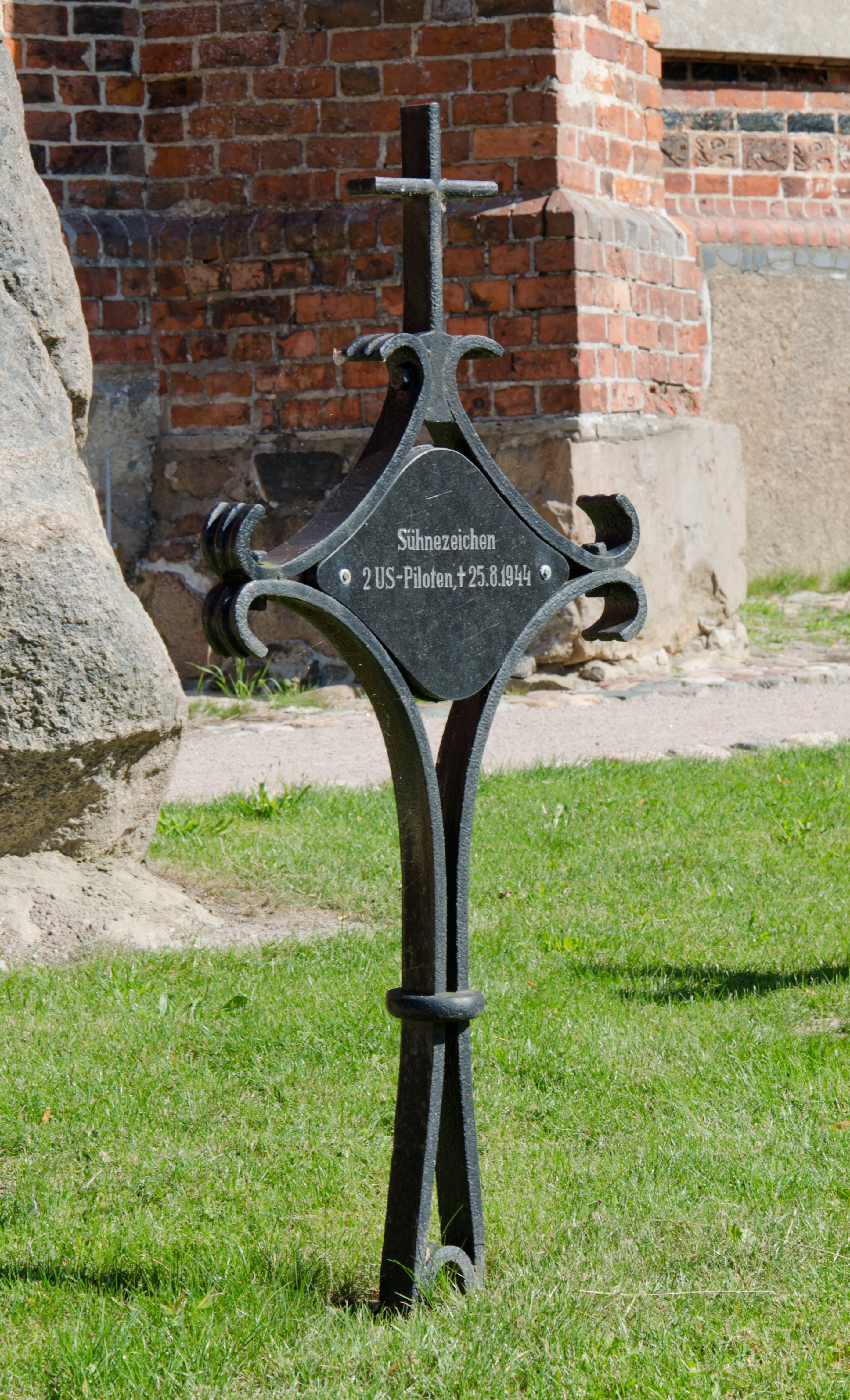
Croix commémorant l'assassinat de pilotes américains à Steffenshagen. L'assassin était dans ce cas un représentant de l'organisation paysanne du NSDAP.

Sous le terme de meurtres d'aviateurs alliés, on regroupe les cas de meurtres d'aviateurs alliés à la fin de la Seconde Guerre mondiale. La grande majorité des agresseurs étaient des responsables locaux du NSDAP et des membres de la Kriminalpolizei ou de la Gestapo ; le Kommandobefehl d'Adolf Hitler, qui stipulait l'exécution sommaire de tout membre d'un commando fait prisonnier, a parfois été utilisé pour justifier ces assassinats.
Sur un ancien site internet allemand, plus de 300 cas d'assassinat ou de non assistance à personne en danger ont été documentés. Après la guerre, des participants à ces meurtres ont été retrouvés, jugés et condamnés par des tribunaux militaires alliés. Plus de 150 accusés ont été exécutés.
Après la défaite de la Luftwaffe au cours de la Bataille d'Angleterre, entre juillet et octobre 1940, la Royal Air Force renforce sa flotte de bombardiers. À partir de juin 1943, la supériorité aérienne des alliés s'impose grâce à l'utilisation des bombardiers américains et des installations de décollage et d'atterrissage supplémentaires après le débarquement des alliés en Italie. Les bombardements massifs de l'Allemagne ont pour objectif de casser le moral de la population.
Le traitement du personnel navigant abattu au-dessus de territoire ennemi ou ayant dû faire un atterrissage d'urgence en raison d'avaries a été déterminé dans le Règlement de La Haye de 1907 et la Convention de Genève de 1929 (en). Ces deux accords internationaux étaient reconnus par le Reich allemand et sont restés de facto en vigueur jusqu'à la fin de la guerre. Pour le traitement des prisonniers de guerre, la Convention de Genève stipule : « Ils doivent être traités avec humanité et en particulier protégés à tout moment contre les actes de violence, les insultes et la curiosité publique. Les mesures de représailles à leur égard sont interdites. »

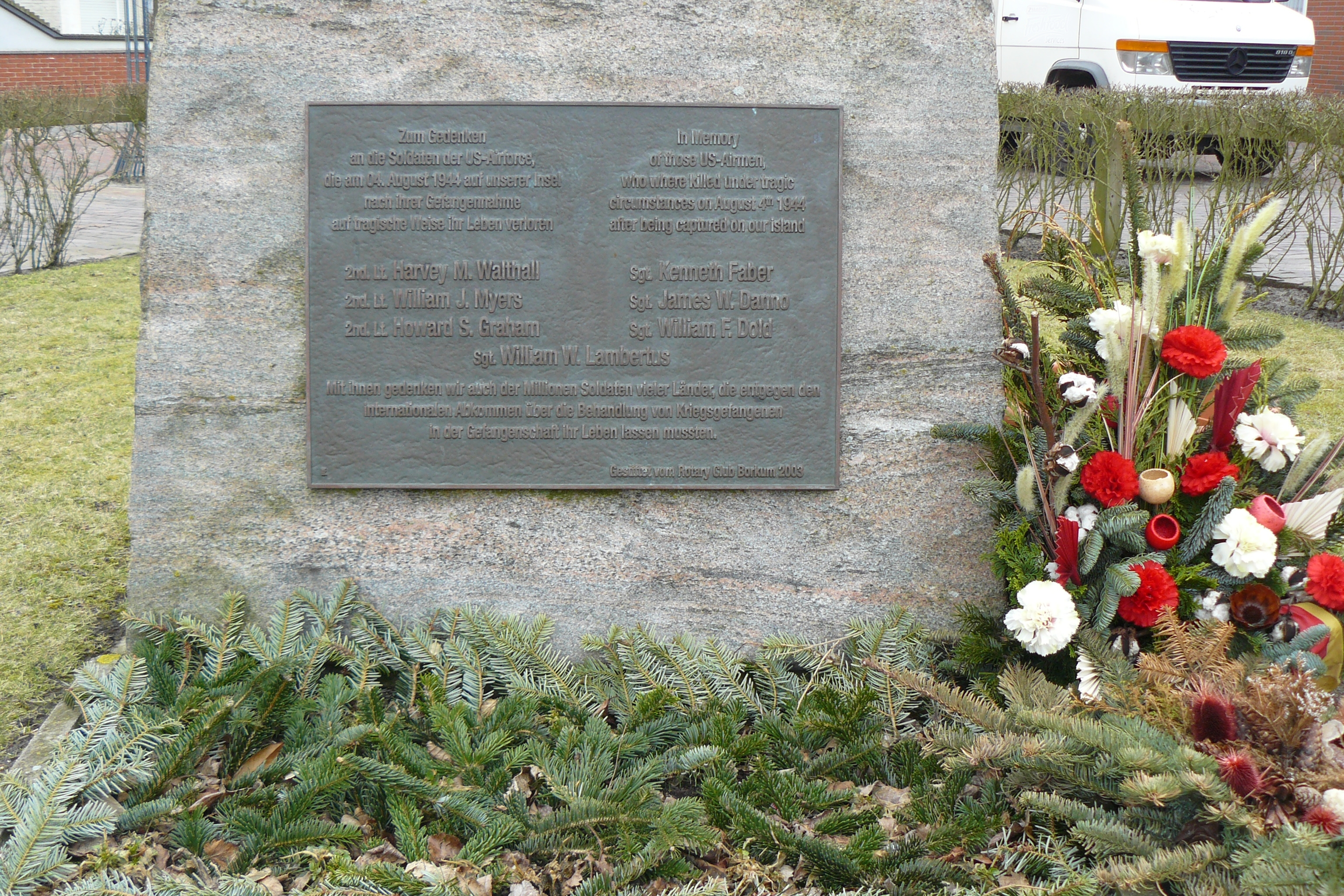
Pierre commémorative à Borkum.

Le nombre exact de meurtres ainsi commis reste inconnu. 225 cas sont attestés, le nombre total est estimé à 300 environ.

## Exemples
Sur ordre du chef d'arrondissement du NSDAP Benedikt Kuner, cinq aviateurs américains sont fusillés le 21 juillet 1944 à Schollach près d'Eisenbach, après un saut en parachute.
Vers le 29 septembre 1944, un aviateur américain est capturé peu après son atterrissage[réf. souhaitée] en parachute près de Bad Neustadt an der Saale et conduit au poste de police proche à Bastheim. Le même jour l'aviateur est emmené par le chef d'arrondissement du NSDAP et aussitôt tué d'une balle dans le dos afin de faire croire à une tentative d'évasion.
Sur l'ile de Borkum, le 4 août 1944, sept membres de l'équipage d'un bombardier américain qui avait fait un atterrissage d'urgence sont lynchés à coups de pelle par des membres du Reichsarbeitsdienst avant qu'un soldat allemand ne les achève avec son pistolet.

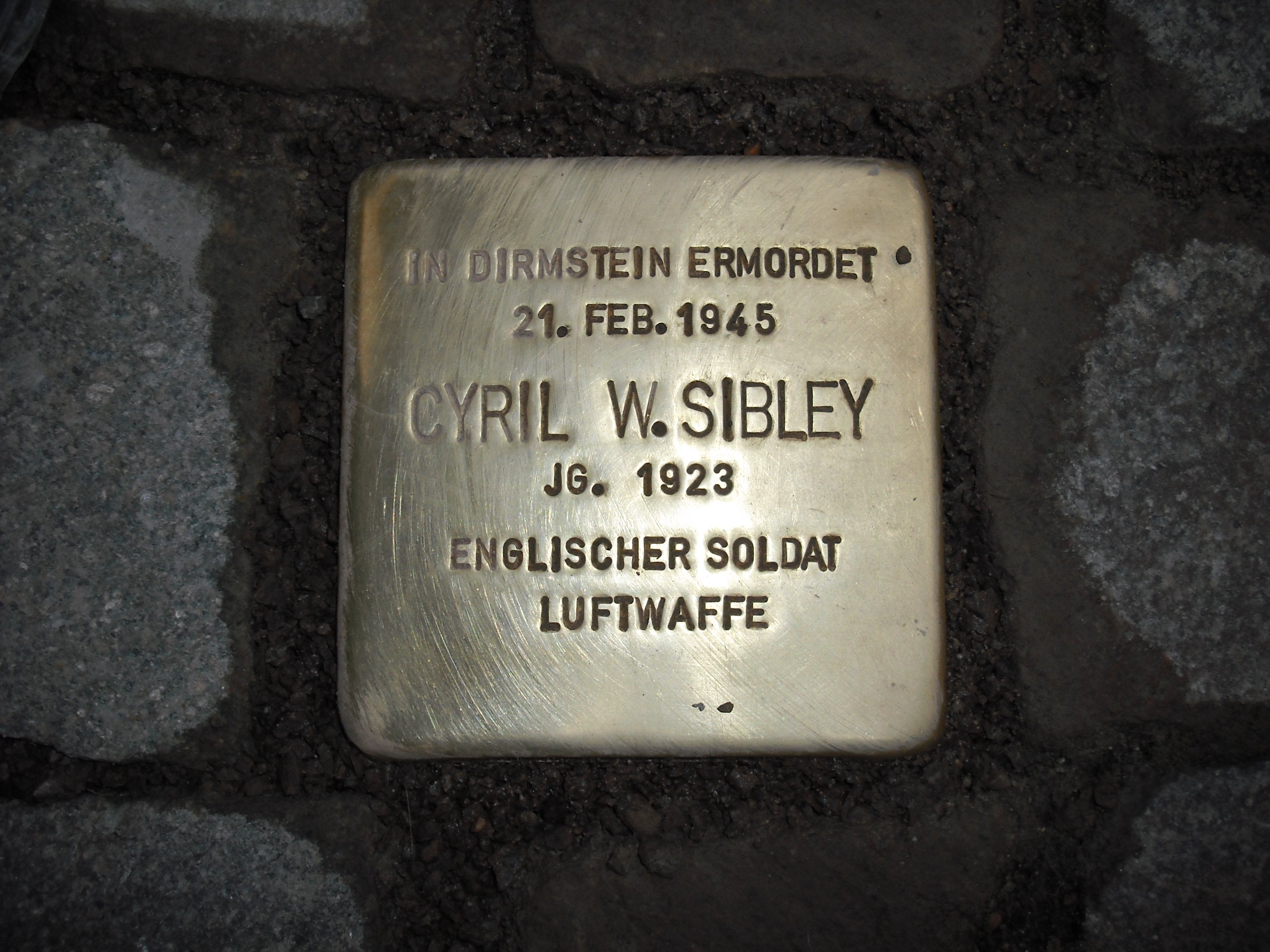
Stolperstein pour Cyril William Sibley

Cyril William Sibley, un sergent de la Royal Air Force âgé de 21 ans, ayant survécu en février 1945 à la chute de son avion près de Dirmstein, est fusillé peu après par le chef du groupe local du NSDAP Adolf Wolfert[réf. souhaitée]. Wolfert et d'autres complices ont été jugés en 1946 par un tribunal militaire britannique et condamnés à la pendaison[réf. souhaitée]. Depuis 2009, a été placée en souvenir une Stolperstein.

## Source
- (de) Cet article est partiellement ou en totalité issu de l’article de Wikipédia en allemand intitulé « Fliegermorde » (voir la liste des auteurs).